# Katapult (KDE)
Katapult war ein auf C++ basierender Bestandteil der K-Arbeitsumgebung bis Version 3.5. Das Programm erlaubte den schnellen Zugriff auf Programme, Favoriten, u. ä. und war durch Plugins um beliebige Funktionen erweiterbar. Die Darstellung war ebenfalls plugin-basiert, so dass auch hier weitgehende Änderungen möglich waren.
Unter KDE4 wurde es weitgehend durch KRunner ersetzt.

## Benutzung
Nach dem Starten kann das Katapultfenster durch das gleichzeitige Drücken der Tasten ALT+Leertaste aufgerufen werden. Direkt nach dem Drücken wird über die Tastatur der Name einer installierten Applikation, eines Favoriten, oder eines anderen Objekts, für das ein entsprechendes Katalogplugin installiert ist, eingegeben. Durch Bestätigen mit Eingabe wird das angezeigte Objekt gestartet oder aufgerufen.
Durch das Eingeben von Kont beispielsweise, erscheint im Katapultfenster das Symbol des KDE-Programms Kontact. Ein anderes Beispiel ist die Eingabe einer Rechenoperation, wie 2^100, was die Berechnung der 100sten Potenz von 2 zurückliefert.
Zur Änderung der Programmeinstellungen aktiviert man Katapult durch ALT+Leertaste, drückt STRG+C und wählt den Eintrag „Katapult einrichten …“. Die Einstellungsmöglichkeiten beinhalten die Installation weiterer Katalogplugins sowie diverse Tastenkürzel und Anzeigeeinstellungen.